# Alor Gajah
Huyện Alor Gajah là một huyện thuộc bang Melaka của Malaysia. Huyện Alor Gajah có dân số thời điểm năm 2010 ước tính khoảng 173553 người.